# Verano de amor
 (срп. Лето љубави) мексичка је теленовела, продукцијске куће Телевиса, снимана 2009.

## Синопсис
У градићу Тлакоталпан постоје разна пријатељства, љубавне везе, завере. Миранда, Балдомеро, Зое и Дилан су се заволели као рођена браћа и сестре, иако су сво четворо различити. Балдомеро и Миранда морају се борити за бољу будућност и за новац, јер обоје издржавају своју мајку и млађу сестру којој и даље недостаје отац, док Балдомеро сања да ће једног дана постати позната рок звезда. Зое живи са својом сестрим Флором, док Дилан живи са својим родитељима Федериком, градским доктором, и Фридом која ради као уредница програма локалне телевизије.
Софија у село долази сломљеног срца, пати због развода са супругом кога још није преболела, а чије је љубавница растурила њихову брачну идилу. Софијина деца, Дана и Мауро не слажу се са мајчином одлуком да се преселе у омањи град. Са друге стране, Отон не жели да његова жена живи у месту где му је љубавница, па се тако, стицајем околности Софија и Флора сријатеље и постају добре пријатељице које деле и љубав према истом човеку.
Једни од најпоштенијих људи у градићу су Дон Вито и његова жена Аура, који у госте примају своје унуке, Ису и Енза. Иса се веома заинтересује за Дилана, док Ензу пажњу одвлачи Мирандина сестра. Упознајући се, Maуро и Миранда имају неколико конфликата због њене експлозивне нарави. Мауро не зна да изрази осећања према Миранди и ту настају проблеми.

## Улоге
| Глумац                  | Улога                     |
| ----------------------- | ------------------------- |
| Дулсе Марија            | Миранда Переа Олмос       |
| Гонзало Гарсија Виванко | Мауро Дуарте Виљалба      |
| Кристина Масон          | Зое Палма                 |
| Брандон Пениче          | Дилан Морет Караско       |
| Пабло Лиле              | Балдомеро Пареа Олмос     |
| Марк Тачер              | Данте Ескудеро            |
| Есмералда Пиментел      | Адалберта Клаверија       |
| Ана Лајевска            | Валерија Мичел            |
| Енрике Роча             | дон Вито Рока             |
| Луз Марија Херез        | Аура Рока                 |
| Хуан Ферара             | Отон Виљалба              |
| Марија Фернанда Гарсија | Рејна Олмос               |
| Фелипе Нахера           | Федерико Караско          |
| Шарис Сид               | Фрида Морет де Караско    |
| Мануел Ландета          | Маркос Сесар              |
| Ребека Манрикез         | Сулема Есдрегал           |
| Ариане Пељисер          | Аделина Олмос             |
| Мануел Охеда            | Клементе Матус            |
| Аналија дел Мар         | Фелисијана Клаверија      |
| Лоурдес Канале          | Етелвина Гарсија Гонзалес |
| Мане де ла Пара         | Бруно Караско             |
| Хуан Карлос Муњоз       | Сантино Рока              |
| Ребека Манкита          | Лина Корвалан             |
| Иманол Ландета          | Данијел Гузман            |
| Наташа Дупејрон         | Беренисе Переа Олмос      |
| Јаго Муњоз              | Ензо Рока                 |
| Карла Соуза             | Дана Дуарте Виљалба       |
| Росана Сан Хуан         | Селина                    |